# Stefan Palko
Stefan Palko (ur. 1916, zm. ?) – zbrodniarz nazistowski, członek załogi niemieckiego obozu koncentracyjnego Mittelbau-Dora (Nordhausen) i SS-Rottenführer.
Z zawodu fryzjer. Pełnił funkcję Blockführera (blokowego) w Mittelbau-Dora od listopada 1943 do 5 kwietnia 1945. Po zakończeniu wojny stanął przed amerykańskim Trybunałem Wojskowym w Dachau oskarżony o maltretowanie więźniów obozu ze skutkiem śmiertelnym. Jego proces toczył się od 3 grudnia do 12 grudnia 1947. Palko został uniewinniony od dwóch z trzech zarzutów, ale za zakatowanie więźnia narodowości francuskiej skazany został na 25 lat więzienia. Po rewizji wyrok zmniejszono do 15 lat więzienia.